# Unyanyembe
Unyanyembe (während der deutschen Kolonialzeit Unjanjembe oder französisch: Unianyembé) ist eine Stadt im Kishapu Distrikt der Region Shinyanga in Tansania.

## Geographie
Die Stadt liegt im zentralen Hochland von Tansania, im Osten der Region unweit der Grenze zur Nachbarregion Simiyu. Die Hauptstadt der Region Shinyanga liegt etwa 35 Kilometer westlich. Die Williamson Diamantmine mit ihrem Flugplatz Mwadui (ICAO: HTMD and IATA: MWN) liegt etwa 16 Kilometer im Nordwesten. Östlich passiert der Mhala River den Ort.

## Geschichte
Unyanyembe war im frühen 19. Jahrhundert Sitz eines Königreichs der Nyamwezi und nahm als Zwischenstation für den Handel zwischen Zentralafrika, insbesondere der Region Katanga, und der Küste eine zentrale Rolle im ostafrikanischen Karawanenhandel ein. Gehandelt wurde dabei vor allem mit Salz, Kupfer, Elfenbein und Sklaven. Die Handelstätigkeit hatte einen wirtschaftlichen Aufschwung zur Folge, sorgte aber auch dafür, dass die Region zunehmend unter die politische Einflussnahme von arabischen und Swahili-Händlern aus der Küstenregion geriet.
Ab etwa 1860 bis 1864 kam es zu Auseinandersetzungen zwischen dem Herrscher Mnywasela, der von den Händlern der Küstenregion unterstützt wurde, und dem Gegenkandidaten Mkasiwa, der den Rückhalt der Bevölkerung hatte. Mkasiwa setzte sich durch, geriet aber ab 1871 in einen Konflikt mit den benachbarten Urambo und deren Herrscher Mirambo. Der Konflikt brach aus, weil Mirambo versuchte, die Kontrolle über die Haupthandelsrouten zwischen Unyanyembe und der Küste zu erlangen, und Zollzahlungen verlangte. Die arabisch-swahilischen Kaufleute unterstützten nun Mkasiwa, so sandte Barghasch ibn Said, der Sultan von Sansibar, eine Streitmacht von 3000 Mann zur Unterstützung von Unyanyembe. Die Kämpfe dauerten bis 1884 an. In der Armee von Unyanyembe kämpften auch viele Tutsi, die im Vorwege dorthin eingewandert waren.

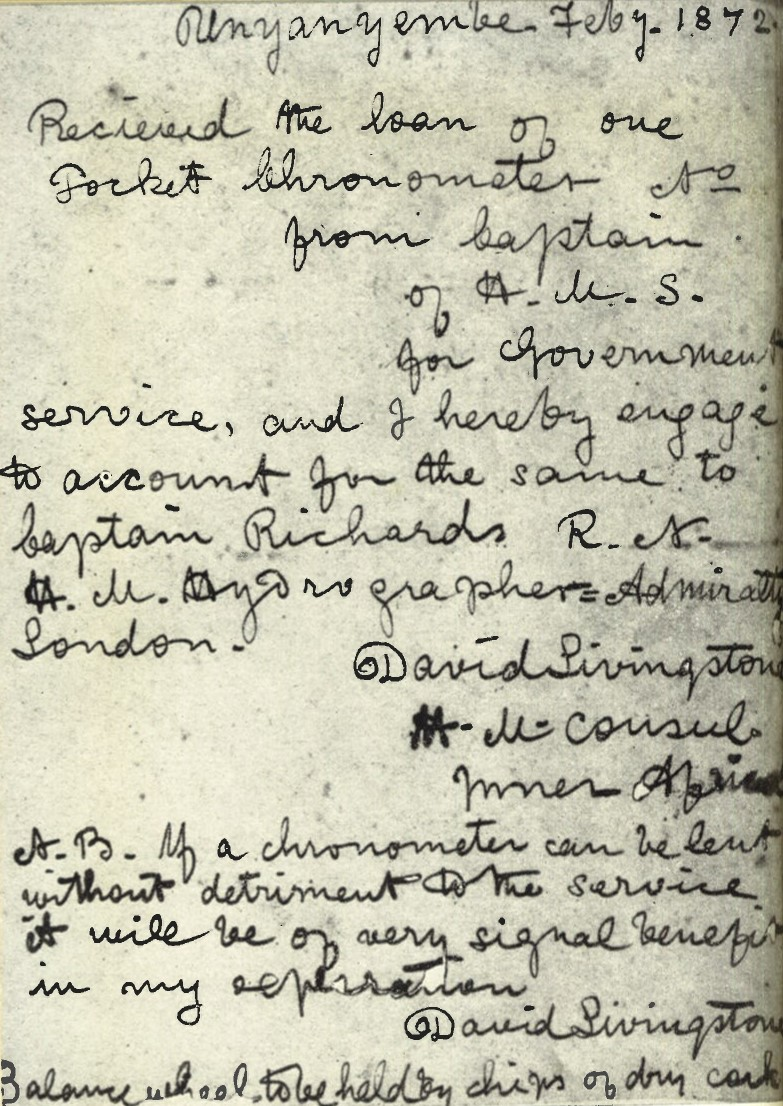
Handgeschriebener Leihschein für einen Taschenchronometer von David Livingstone, Februar 1872. Heute im Zanzibar Museum verwahrt.

Unyanyembe war einer der Orte, die Henry Morton Stanley während seiner Suche nach David Livingstone besuchte. David Livingstone war 1872 vor Ort gewesen und hatte sich dort ein Taschenchronometer ausgeliehen. Der Vorgang wurde mit einem handschriftlichen Schriftstück dokumentiert.
Ab 1879 waren Missionare der Weißen Väter in der Region aktiv.
Ab 1885 breitete sich die Einflussnahme der Deutsch-Ostafrikanischen Gesellschaft (DOAG) bzw. später der deutschen Kolonialadministration in der Region um Unyanyembe aus und unterband den traditionellen Handel auch mit Sklaven, was die wirtschaftliche Blüte des Ortes beendete.
In der Kolonialzeit erlangte der Ort keine besondere Bedeutung. Lediglich ein Apostolisches Vikariat wurde im Dezember 1886 durch Abspaltung vom Apostolischen Vikariat von Nyanza (heute Teil des Erzbistums Kampala) in dem Ort begründet. Heute gehört die Gemeinde zum Erzbistum Tabora.